# Сланцы (платформа)
Сла́нцы Пасс. — остановочный пункт в городе Сланцы Ленинградской области. Расположен на линии Веймарн — Гдов, на перегоне Рудничная — Сланцы. Имеется совмещенный железнодорожный и автовокзал с залом ожидания и билетными кассами.
С 28 октября 2012 года пригородный дизель-электропоезд Санкт-Петербург — Гдов — Санкт-Петербург курсирует только на участке Санкт-Петербург — Сланцы — Санкт-Петербург 4 раза в неделю. Поезд № 6673 отправляется с Балтийского вокзала, имеет остановки на станциях Ленинский Проспект, Александровская, Гатчина-Варшавская, далее до Сланцев — везде, кроме остановочного пункта Роговицы.